# Francisco Lelan
Francisco Lelan ist ein Politiker aus Osttimor. Er ist Mitglied der FRETILIN und stammt aus der Exklave Oe-Cusse Ambeno.
Lelan kandidierte bei den Wahlen 2001 auf Platz 53 der FRETILIN-Liste für die Verfassunggebende Versammlung, aus der mit der Entlassung in die Unabhängigkeit am 20. Mai 2002 das Nationalparlament Osttimors wurde. Da die FRETILIN aber 12 Distriktmandate und nur 55 Sitze insgesamt gewann, gelang Lelan der Einzug zunächst nicht. Erst als Abgeordnete auf ihren Sitz verzichteten, weil sie Regierungsämter übernahmen oder aus anderen Gründen, rückte Lelan als fünfter Ersatzabgeordneter in die Verfassunggebende Versammlung nach. Im Parlament war Lelan Mitglied der Kommission C für Wirtschaft und Finanzen.
Bei den Parlamentswahlen in Osttimor 2007 trat Lelan nicht mehr an.